# Merseburg Hauptbahnhof
Merseburg Hauptbahnhof ist eine Betriebsstelle der Bahnstrecke Halle–Bebra und der hier verknüpften Nebenbahnen nach Querfurt, Schafstädt, Halle-Nietleben und Leipzig-Leutzsch auf dem Stadtgebiet von Merseburg in Sachsen-Anhalt. Bis zum 14. Dezember 2019 trug der Bahnhof den Namen Merseburg.

## Geschichte
Der Bahnhof Merseburg wurde am 20. Juni 1846 eröffnet, als Merseburg Anschluss an die Bahnstrecke Halle (Saale) – Weißenfels erhielt. Dies war das erste Teilstück der später über Weimar, Erfurt und Eisenach bis Bebra verlaufenden Verbindung. Die Bauarbeiten begannen bereits 1845. In Merseburg entstand ein Expeditionsgebäude, ein Güterschuppen, ein Wagenschuppen und zwei Wasserstationen. Der Bahnhof wurde als eine in Nord-Süd-Richtung zweigeteilte Anlage errichtet, bestehend aus dem nördlichen Personen- und dem südlichen Güterbahnhof. Der Güterbahnhof liegt östlich der Streckengleise.
Im Dezember 1886 wurde der Abschnitt Merseburg–Mücheln (Geiseltal) der Bahnstrecke Merseburg–Querfurt eröffnet.
1911 wurde sie nach Querfurt verlängert, von wo Verbindungen nach Vitzenburg und Röblingen am See bestanden.
Die RB 78 der DB Regio Südost verkehrt stündlich nach Querfurt.

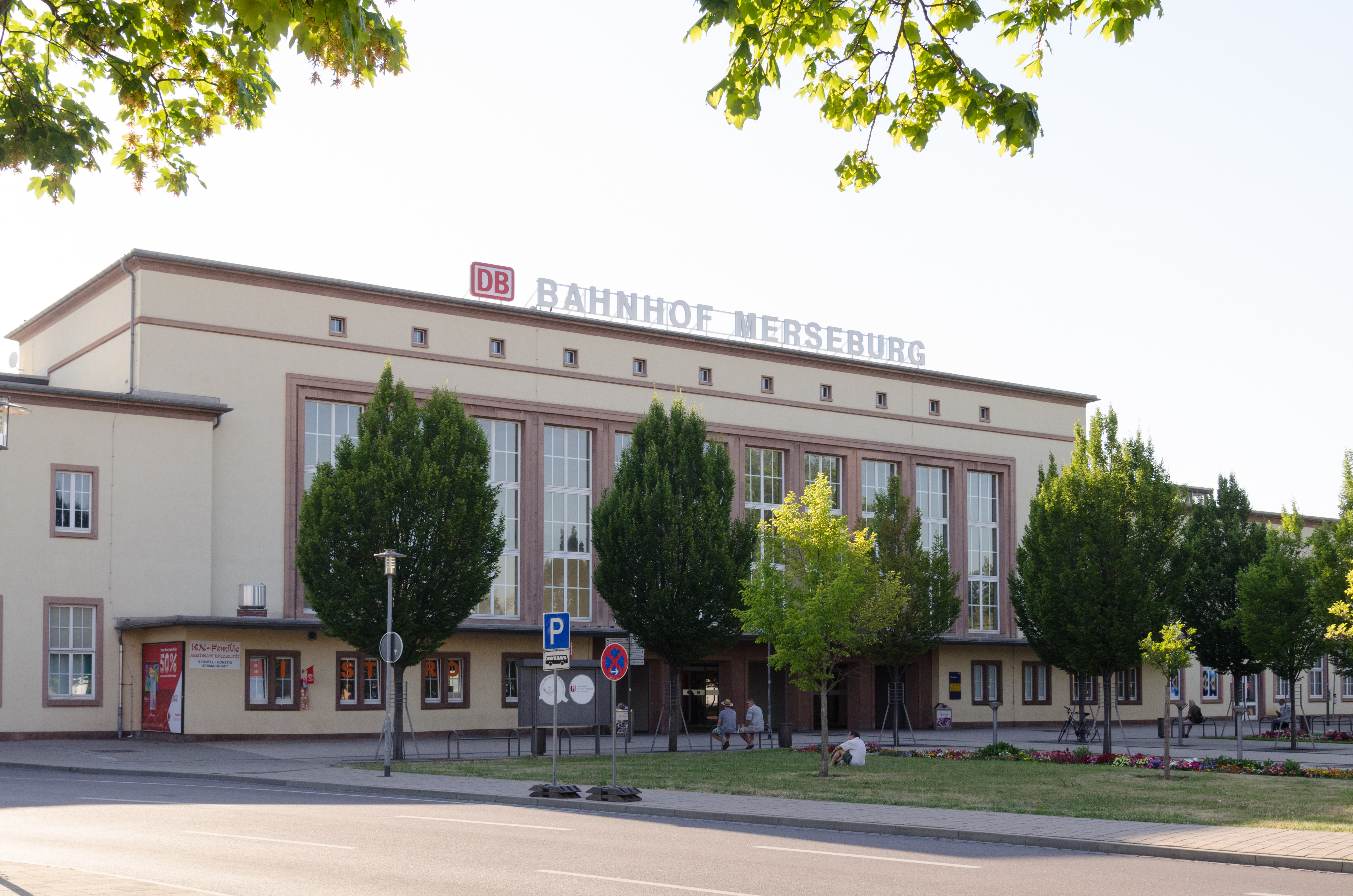
Empfangsgebäude mit Bahnhofsvorplatz (2015)

Am 1. November 1896 wurde die Strecke nach Schafstädt eröffnet. Aufgrund rückläufiger Fahrgastzahlen hat die Nahverkehrsservice Sachsen-Anhalt die Abbestellung aller Züge der Bahnstrecke Merseburg–Schafstädt beschlossen, sodass seit dem 14. Dezember 2014 dort keine Züge mehr verkehren. Als Ersatz dient der Landesbus 728 der Personennahverkehrsgesellschaft Merseburg-Querfurt im Landesnetz Sachsen-Anhalt.
Im Jahr 1910 wurde das Teilstück von Merseburg nach Zöschen der Bahnstrecke Merseburg–Leipzig-Leutzsch eröffnet. Nach Unterbrechungen durch den Ersten Weltkrieg konnte der Verkehr auf der Strecke 1928 wieder aufgenommen werden und wurde schließlich am 7. Juli 1931 nach Leipzig-Leutzsch verlängert, womit der Bahnhof eine direkte Verbindung nach Leipzig erhielt. Aufgrund von rückläufigen Fahrgastzahlen wurde der Betrieb 1998 eingestellt, sodass Merseburg seine direkte Verbindung nach Leipzig verloren hat und nun entweder in Halle (Saale) oder in Großkorbetha umgestiegen werden muss.

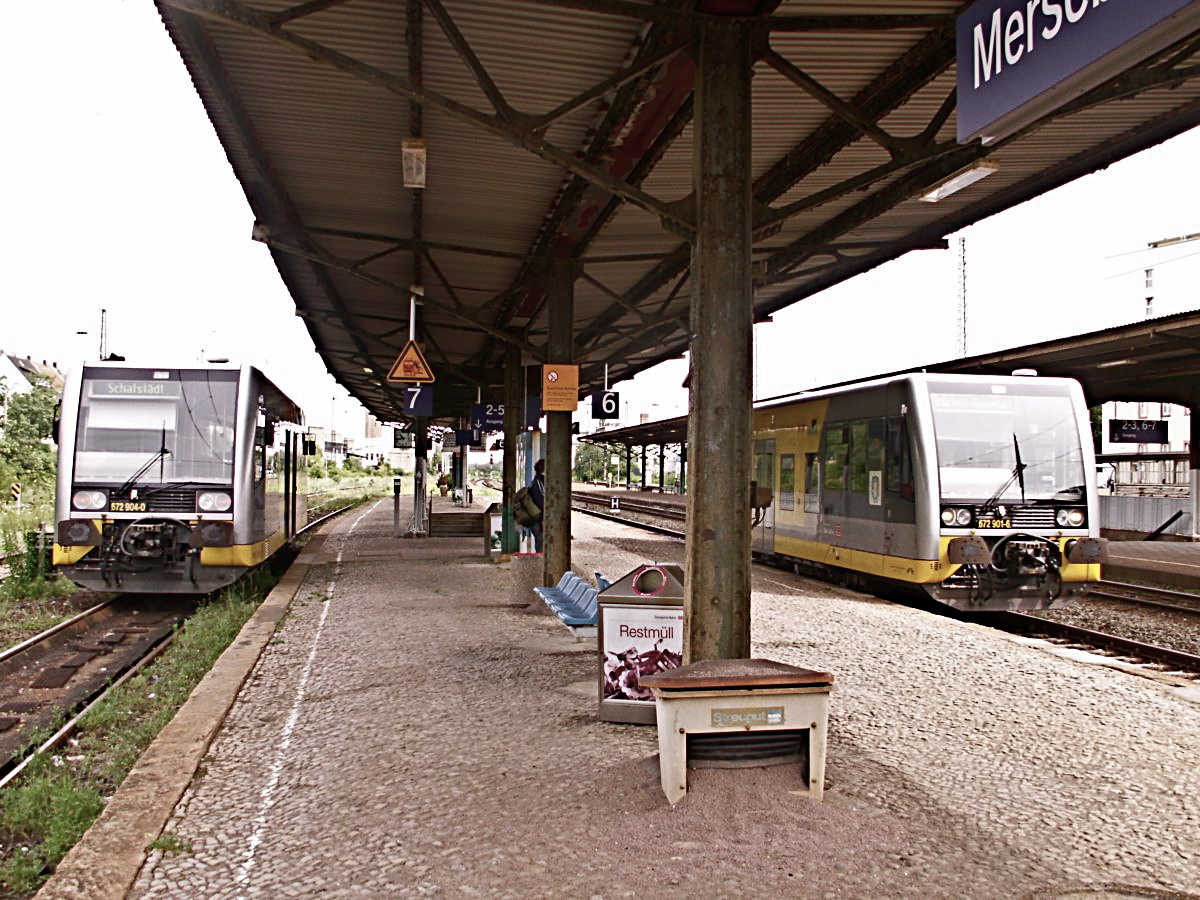
Ehemaliger Bahnsteig mit Gleis 6 und 7 mit Triebwagen der Burgenlandbahn (2007)

Im Zweiten Weltkrieg wurde das Empfangsgebäude durch die Luftangriffe auf Merseburg stark zerstört. 1956 wurde es neu errichtet. 1955 begannen bereits Aus- und Umbauarbeiten am gesamten Bahnhof. Es kam zuerst zum Aufbau des Nordflügels. Ein Jahr später entstand ein Speisesaal im Bahnhof, den die Mitropa nutzte. Als Zeugnisse der ursprünglichen Eisenbahnarchitektur blieben die Unterführung Lauchstädter Straße und der Wasserturm am Bahnhof Merseburg südlich des Bahnhofs erhalten.
Im Jahr 1967 wurde die Bahnstrecke Merseburg–Halle-Nietleben eröffnet und diente hauptsächlich dem Zubringerverkehr zu den Buna-Werken. In ihrer heutigen Streckenführung entstand sie durch eine großzügige Neutrassierung der „Zwiebelbahn“ (Merseburg–) Bad Lauchstädt–Angersdorf. Auf der Strecke verkehrten im Berufsverkehr Personenzüge von Weißenfels über Großkorbetha, Leuna-Werke, Merseburg, Buna-Werke und Halle-Neustadt nach Halle-Nietleben. Mit diesen sog. „Pelzerzügen“ wurden in den 1980er Jahren täglich rund 9.600 Chemiearbeiter („Pelzer“) zwischen Halle-Neustadt und den Buna-Werken befördert. Die Beförderungskapazität lag bei bis zu 1.200 Personen je Zug. Mit der Übernahme durch Dow Chemical entstanden moderne Produktionsanlagen, alte wurden stillgelegt und abgerissen. Durch den damit verbundenen Verlust von zahlreichen Arbeitsplätzen und einem deutlichen Anstieg des Individualverkehres sanken auch die Fahrgastzahlen auf der Strecke deutlich, sodass die Züge zuletzt nur noch aus einer E-Lok der Baureihe 143 und einem Doppelstocksteuerwagen bestanden. Sie verkehrten nur im Berufsverkehr montags bis freitags morgens und nachmittags. Die Fahrtdauer der sechs Zugpaare betrug zwischen Merseburg und Halle-Nietleben 22 Minuten. Zum Fahrplanwechsel am 9. Dezember 2007 wurden die Personenzüge durch den zuständigen Aufgabenträger Nahverkehrsservice Sachsen-Anhalt abbestellt. Fußläufig, nur wenige Minuten entfernt, befindet sich die Haltestelle einer der in Europa längsten Straßenbahnlinien, der HAVAG Linie 5.
Mit dem Fahrplanwechsel am 15. Dezember 2019 erhielt der Bahnhof die Bezeichnung Merseburg Hauptbahnhof.
Am Gleis 1 des Bahnhofs soll wieder ein Hausbahnsteig errichtet werden. Dort sollen S-Bahn-Züge wenden, die über die Bahnstrecke Leipzig–Großkorbetha und die geplante Verbindungskurve Großkorbetha zwischen Leipzig und Merseburg verkehren sollen.

## Verkehrsanbindung

### Regionalverkehr
| Linie                    | Linienverlauf                                                                              | Takt (min) | EVU             |
| ------------------------ | ------------------------------------------------------------------------------------------ | ---------- | --------------- |
| RE 16                    | Halle – Merseburg – Weißenfels – Naumburg                                                  | 060        | abellio         |
| RB 25                    | Halle – Merseburg – Weißenfels – Naumburg – Camburg – Jena Paradies – Orlamünde – Saalfeld | 060        | abellio         |
| S 11                     | Halle – Merseburg – Frankleben – Braunsbedra – Mücheln – Querfurt                          | 060        | DB Regio Südost |
| Stand: 15. Dezember 2024 |                                                                                            |            |                 |

Fahrzeuge

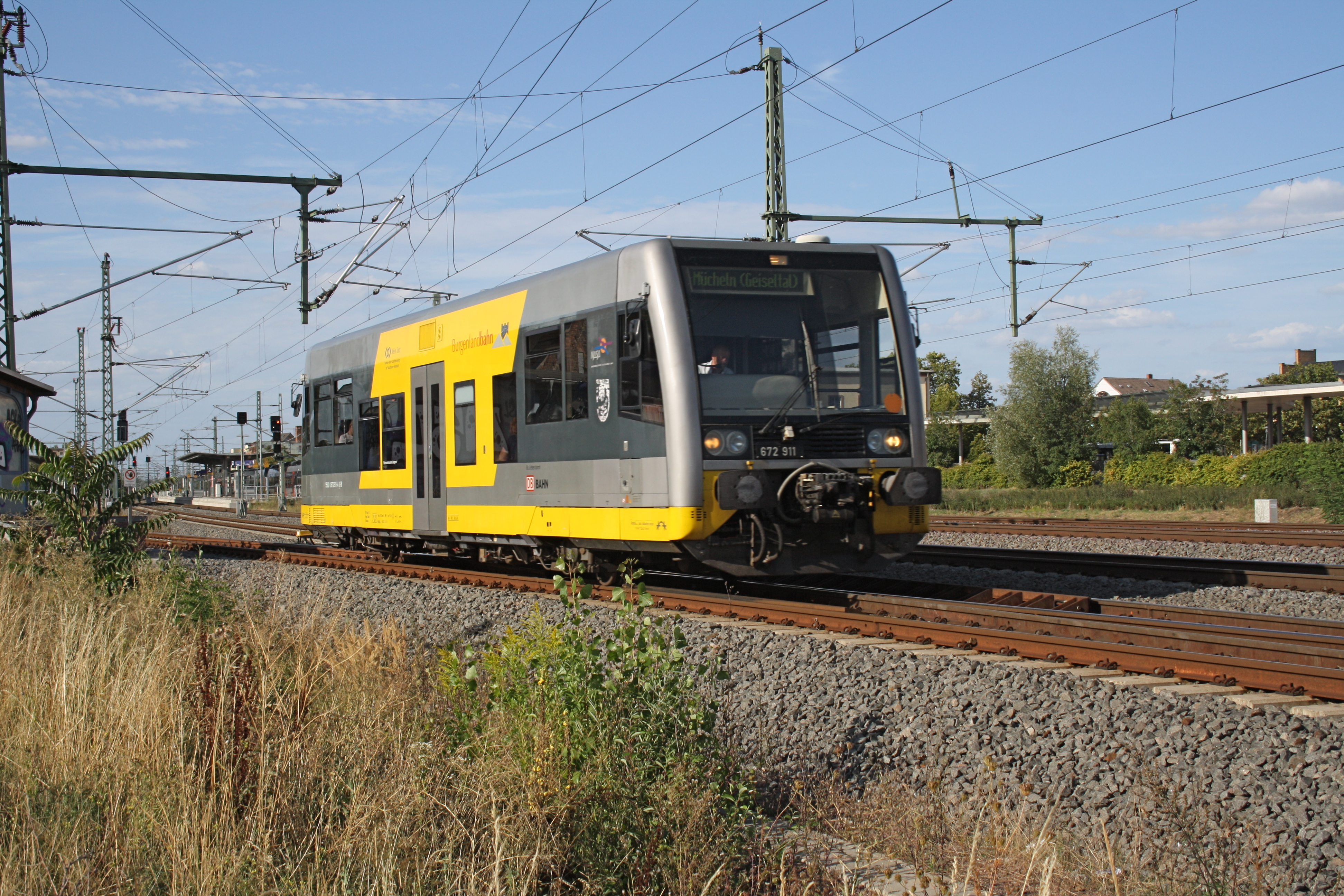
LVT/S der ehemaligen RB 78 bei der Ausfahrt in Richtung Querfurt (2019)

DB Regio Südost setzt auf der S11 der S-Bahn Mitteldeutschland Dieseltriebwagen des Typs Alstom Coradia A TER (Baureihe 641) ein. Abellio Rail Mitteldeutschland setzt auf der Regionalexpresslinie 16 sowie auf der Regionalbahnlinie 25 Elektrotriebzüge des Typs Bombardier Talent 2, zum Teil in Doppeltraktion, ein. Bis 12. Dezember 2015 setzte DB Regio Lokomotiven der Baureihe 182 und Halberstädter Mitteleinstiegswagen sowie vereinzelt Doppelstockwagen ein. Bis 9. Dezember 2023 setzte DB Regio auf der Regionalexpresslinie 18, Lokomotiven der Baureihe 146 mit drei Doppelstockwagen ein.

### Fernverkehr
Merseburg wurde von der Interregio-Linie 36 der Deutschen Bahn angefahren. Diese verkehrte zweistündlich zwischen Frankfurt (Main) und Berlin und weiter nach Stralsund bzw. von Konstanz am Bodensee. Seit dem Fahrplanwechsel 2001/02 ist Merseburg kein fahrplanmäßiger Fernverkehrshalt mehr.

### Öffentlicher Nahverkehr
Der Busbahnhof wird unter anderem vom PlusBus des Bahn-Bus-Landesnetz Sachsen-Anhalt sowie dem Mitteldeutschen Verkehrsverbund auf folgenden Verbindungen bedient:
- Linie 131: Merseburg ↔ Wallendorf ↔ Günthersdorf ↔ Dölzig ↔ Leipzig
- Linie 724: Merseburg ↔ Ammendorf ↔ Döllnitz ↔ Raßnitz ↔ Schkeuditz
- Linie 728: Merseburg ↔ Knapendorf ↔ Bad Lauchstädt ↔ Schafstädt ↔ Querfurt

## Anlagen

### Stellwerk
Der Bahnhof Merseburg wurde in den Jahren 2011 bis 2013 umfassend modernisiert. Dabei wurde auch ein elektronisches Stellwerk errichtet. Seitdem wird der Bahnhof Merseburg aus der Betriebszentrale Leipzig gesteuert.

### Güterbahnhof

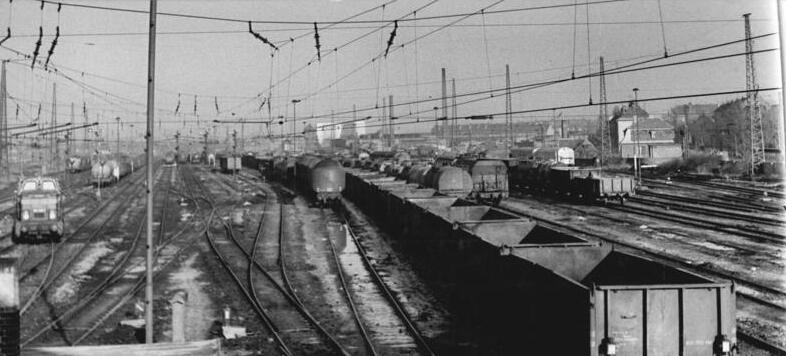
Merseburg Gbf, 1971

Merseburg hatte früher südlich des Personenbahnhofes einen großen Güterbahnhof. Dieser war wichtig für den Braunkohletransport der Leunawerke. Durch die Leuna- und Buna-Werke sowie das Kohleaufkommen im Geiseltal war der Merseburger Güterbahnhof von großer Bedeutung. Heute ist er nur noch Bahnhofsteil.